# Бар, Ронен
Ронен Бар (ивр. רונן בר‎; род. 24 декабря 1965) — израильский государственный деятель, глава Службы общей безопасности (ШАБАК), сменивший своего предшественника на посту Надава Аргамана, при котором он занимал пост заместителя главы ШАБАК с 2018 года. Бар поднялся по служебной лестнице в организации с самого начала и занимал различные должности. Операции, которыми он руководил, и возглавляемые им подразделения были отмечены несколькими наградами за безопасность.

## Биография
Ронен Бар поступил на службу в Армию обороны Израиля в 1983 году и служил бойцом и офицером в «Сайерет Маткаль» — спецназе Армии обороны Израиля.  Среди прочего, он участвовал в операции «Элам Хамудот». После демобилизации из ЦАХАЛа в 1987 году он открыл кафе в Тель-Авиве под названием «Кафе Багдад», а в 1993 году поступил на работу в ШАБАК.
Бар получил степень бакалавра политических наук и философии с отличием в Тель-Авивском университете и степень магистра государственного управления Гарвардского университета (по стипендии Фонда Векснера). Он также знает арабский язык.

## Деятельность в ШАБАКе
Он начал свою службу в ШАБАКе в качестве бойца в оперативном подразделении, и во время своей службы он сражался и руководил многими операциями в секторе Газа, в Иудее и Самарии, в Ливане и в Хевроне в 1998 году силами ЯМАM. В 2001 году был назначен заместителем начальника отдела специальных операций, на этой должности руководил от имени ШАБАК операцией по спасению похищенного таксиста Элиягу Горала и аресту причастных к его похищению. В 2005 году назначен командиром отдела специальных операций. В 2010 году также работал инструктором Колледжа национальной безопасности.
В 2011 году он был назначен главой оперативного отдела ШАБАКа. Он служил на этой должности во время операции «Облачный столп» и руководил операцией по ликвидации Ахмеда Джабари, исполняющего обязанности командира военного крыла ХАМАС. В 2014 году он руководил операцией по поиску трех похищенных подростков, а затем установлению местонахождения их убийц. В дальнейшем на службе он был «отдан в аренду» Моссаду. В 2016 году он был назначен начальником штабного подразделения, отвечающего за безопасность здания Службы общей безопасности, а в 2018 году назначен заместителем начальника ШАБАКа Надава Аргамана.

### Глава службы общей безопасности
13 октября 2021 года стал главой Службы общей безопасности.
В марте 2022 года необходимо было справиться с волной терроризма, которая включала, среди прочего, комбинированный теракт в Беэр-Шеве, в результате которого были убиты четыре мирных жителя, обстрел в Хадере, в результате которого были убиты два полицейских из МАГАВ, нападение со стрельбой в Бней-Браке, в результате которого были убиты пятеро израильтян, нападение в Дизенгофе, в ходе которого были убиты трое израильтян, и нападение в Эльаде, где трое израильтян были убиты топором.
В августе 2022 года руководил деятельностью Шин Бет в рамках операции «Рассвет», включая точечную ликвидацию Тайсира Джабари, командира северной бригады Палестинского исламского джихада в секторе Газа.
16 марта 2025 года премьер-министр Израиля Биньямин Нетаньяху заявил, что собирается уволить Бара с должности главы Шин Бет, 21 марта 2025 года кабинет министров поддержал это решение. Нетаньяху заявил, что потерял доверие к Бару после событий 7 октября 2023 года. Однако 21 мая 2025 года Верховный суд Израиля постановил, что решение правительства об увольнении Бара было незаконным, так как при принятии решения о его увольнении мог иметь место конфликт интересов, поскольку Шин Бет занималась расследованием так называемого «Катаргейта». При этом 28 апреля 2025 года Бар сам подал в отставку.

## Личная жизнь
Бар женат на Дафне Агасси, сестре предпринимателя Шая Агасси. Они познакомились в принадлежащем ему кафе, где она работала официанткой. У супругов Бар трое детей и они проживают в Ход-ха-Шароне. Жена Ронена работает вице-президентом по маркетингу в  сотовой компании «Cellcom», а ранее была вице-президентом по маркетингу в компании Golan Telecom  и компании Better Place.